# Jussari
Jussari é um município brasileiro no interior e sul do estado da Bahia.
Segundo a estimativa de 2024 do Instituto Brasileiro de Geografia e Estatística (IBGE), a população do município de Jussari foi de 6 059 habitantes.

## História
O atual município de Jussari tem sua origem na localidade de Arraial Pina, que era um distrito de Itabuna. Na época, chamava-se Juçari. Foi elevada à categoria de município em 1985 após a realização de referendo.
A colonização de Jussari iniciou em 1909 com a chegada de estrangeiros, que vieram ao país com o propósito de desenvolver a agricultura na Mata Atlântica. chegavam cada vez mais desbravadores e posseiros
 Os índios que viviam nesta região não aceitavam a fixação por parte dos desbravadores, iniciando-se inúmeros casos de violência entre os grupos.  Muitos índios perderam a vida lutando por seu habitat, e vários fugiram de suas terras.
E de 1909  até 1924  milhares de índios foram expulsos e muitos sucumbiram nas mãos de posseiros e desbravadores estrangeiros, E com grande área da região do Rio Piabanha já desbravada,  em setembro do mesmo ano, os índios em retaliação e os sucessivos confrontos e perdas de seus parentes e suas terras,  flecharam Melquides Ferreira Santos (Melquides Deorote), incendiaram sua casa. o mesmo sobreviveu a retaliação, Por isso Essa região recebeu o nome de Bota-Fogo. Albino Rodrigues Paiva foi o primeiro detentor de terras de Jussari. A vinda de estrangeiros continuou nos anos seguintes.
Em 1934 a região de Jussari passou a ser Distrito, desmembrando 35.026,3 hectares do território do distrito de Macuco que pertencia a Itabuna, tornando o Povoado do Pinapá, elevando categoria de Vila, com o nome de Juçari,  (nome de origem indígena),  esse nome foi dado devido à região possuir bastante palmeira de juçara, de grande utilidade para a população indígena do lugar, servia na confecção de portas, coberturas de casas, e fabricação de remédios, sendo também comestível) verificada na região.
Ainda em 1934, foi estabelecido o primeiro Cartório de Paz e do Registro Civil.
Em 1945, ocorreu a primeira Santa Missão da Igreja Católica, com a participação vários freires foi realizado. No evento, foram realizados batizados, crismas e casamentos.

## Geografia
Jussari está localizada no sul do estado da Bahia, estando distante a 497,5 quilômetros da capital estadual, Salvador. Situa-se a 15º10'10" de latitude sul e 39º29'18" de longitude oeste. Possui uma área de 329,190 quilômetros quadrados.
De acordo com a divisão do Instituto Brasileiro de Geografia e Estatística (IBGE), o município pertence às Regiões Geográficas Intermediária de Ilhéus-Itabuna e Imediata de Camacan. Faz divisa com os municípios de Itabuna ao norte, Arataca e Camacan ao sul, Itapé e Itaju do Colônia a oeste e Buerarema a leste.
Está inserida no bioma da Mata Atlântica. As chuvas são distribuídas uniformemente durante o ano. O clima caracteriza-se como quente e úmido, com temperatura variável. A máxima é de em torno de 38 °C no verão e a mínima 16Cº no inverno.

## Demografia
Em 2010, a população do município foi contada pelo Instituto Brasileiro de Geografia e Estatística (IBGE) em 6 474 habitantes. Já segundo estimativa de 2021 a população era de 5 706 habitantes, correspondendo a 0,04% da população total do estado e fazendo com que fosse o 400º município mais populoso. Em 2017, foi estimado que 50,66% dos habitantes eram homens e 49,34% eram mulheres. A composição étnica indicou que 81,74% da população era formada por negros e 17,47% por brancos.
O Índice de Desenvolvimento Humano Municipal (IDH-M) de Jussari, de 0,567, é considerado baixo pelo Programa das Nações Unidas para o Desenvolvimento (PNUD). O mesmo indicador havia sido apurado em 0,426 em 2000 e 0,299 em 1991. Considerando-se apenas o índice de educação o valor é de 0,451, o valor do índice de longevidade é de 0,699 e o de renda é de 0,577. O coeficiente de Gini, que mede a desigualdade social, era de 0,51, sendo que 1,00 é o pior número e 0,00 é o melhor. A taxa de mortalidade infantil era de 30,61 em 2017.

## Política e administração

### Poder Executivo
O prefeito de Jussari é Orleans Mascarenhas dos Santos, do Partido Social Democrático (PSD), que assumiu o cargo em 2025 para seu primeiro mandato. O vice-prefeito é Jessé Bispo de Souza, do Partido Social Democrático (PSD).

### Poder Legislativo
A Câmara Municipal de Jussari é composta por nove vereadores.

### 2018
Na política nacional, Fernando Haddad (PT) obteve 1 898 votos (63,27%) em Jussari no segundo turno da eleição presidencial de 2018, superando Jair Bolsonaro (PSL), que conseguiu 1 102 votos (36,73%). Para o governo da Bahia, Rui Costa (PT) recebeu 1 915 votos (68,22%) no município. Para o Senado Federal, Ângelo Coronel (PSD) e Jaques Wagner (PT) alcançaram 37% e 30,32% dos votos, respectivamente.

## Economia
O PIB per capita de Jussari foi estimado em R$ 11 029,80 em 2020. O salário médio mensal dos trabalhadores formais em Jussari era 1,7 salários mínimos em 2019. Em 2020, o município possuía receita própria de R$ 955,8 mil e recebeu R$ 23,7 milhões a título de transferência de recursos.

## Segurança pública
De acordo com um levantamento do Fórum Brasileiro de Segurança Pública, divulgado em 2022, Jussari foi apontado como o nono município mais violento do Brasil, com uma taxa de 120,9 mortes por cem mil habitantes, considerando os anos de 2019, 2020 e 2021.